# Roxy Music (album)
Roxy Music – debiutancki album studyjny brytyjskiej grupy rockowej Roxy Music, wydany w 1972 roku nakładem Island Records (Wielka Brytania) i Reprise Records (Stany Zjednoczone).

## Lista utworów
Opracowano na podstawie materiału źródłowego.
Wydanie LP (UK):
Strona A
| Nr | Tytuł utworu            | Muzyka      | Długość |
| -- | ----------------------- | ----------- | ------- |
| 1. | „Re-Make/Re-Model”      | Bryan Ferry | 5:10    |
| 2. | „Ladytron”              | Bryan Ferry | 4:21    |
| 3. | „If There Is Something” | Bryan Ferry | 6:33    |
| 4. | „2 H.B.”                | Bryan Ferry | 4:30    |
|    |                         |             | 20:34   |

Strona B
| Nr | Tytuł utworu         | Muzyka      | Długość |
| -- | -------------------- | ----------- | ------- |
| 1. | „The Bob (Medley)”   | Bryan Ferry | 5:48    |
| 2. | „Chance Meeting”     | Bryan Ferry | 3:00    |
| 3. | „Would You Believe?” | Bryan Ferry | 3:47    |
| 4. | „Sea Breezes”        | Bryan Ferry | 7:00    |
| 5. | „Bitters End”        | Bryan Ferry | 2:02    |
|    |                      |             | 21:37   |

Wydanie LP (USA):
Strona A
| Nr | Tytuł utworu            | Muzyka      | Długość |
| -- | ----------------------- | ----------- | ------- |
| 1. | „Re-Make/Re-Model”      | Bryan Ferry | 5:14    |
| 2. | „Ladytron”              | Bryan Ferry | 4:26    |
| 3. | „If There Is Something” | Bryan Ferry | 6:34    |
| 4. | „Virginia Plain”        | Bryan Ferry | 2:58    |
| 5. | „2 H.B.”                | Bryan Ferry | 4:30    |
|    |                         |             | 23:42   |

Strona B
| Nr | Tytuł utworu         | Muzyka      | Długość |
| -- | -------------------- | ----------- | ------- |
| 1. | „The Bob (Medley)”   | Bryan Ferry | 5:48    |
| 2. | „Chance Meeting”     | Bryan Ferry | 3:08    |
| 3. | „Would You Believe?” | Bryan Ferry | 3:53    |
| 4. | „Sea Breezes”        | Bryan Ferry | 7:03    |
| 5. | „Bitters End”        | Bryan Ferry | 2:03    |
|    |                      |             | 21:55   |

## Twórcy
Opracowano na podstawie materiału źródłowego.
Muzycy:
- Bryan Ferry – śpiew, fortepian, pianet Hohnera, melotron
- Brian Eno – syntezator VCS3, efekty dźwiękowe z wykorzystaniem taśmy
- Andy Mackay – obój, saksofon
- Phil Manzanera – gitara elektryczna
- Paul Thompson – perkusja
- Graham Simpson – gitara basowa (oprócz Virginia Plain)
- Rik Kenton – gitara basowa (Virginia Plain)

Produkcja:
- Peter Sinfield – produkcja muzyczna
- Andy Hendriksen – inżynieria dźwięku